# Stanley Holloway
Stanley Augustus Holloway, OBE, född 1 oktober 1890 i Manor Park i nuvarande Newham i London, död 30 januari 1982 i Littlehampton i West Sussex, var en brittisk skådespelare, och sångare.
Stanley Holloway var verksam både inom varieté, teater (från 1910) och film (från 1921). Bland annat spelade han i My Fair Lady både på Broadway och i filmen med samma namn, Elizas arbetsskygga fader, Alfred Doolittle, som sjunger "En gnutta flax" ("With A Little Bit of Luck") och försöker lura Professor Higgins på pengar. Han nominerades till en Oscar för denna roll.
Holloway medverkade även i flera Ealingkomedier.

## Filmografi i urval
- 1941 – Major Barbara
- 1944 – Ödets män
- 1944 – Champagne Charlie
- 1945 – Kort möte
- 1945 – Caesar och Cleopatra
- 1947 – Nicholas Nickleby
- 1948 – Hamlet
- 1949 – Biljett till Burgund
- 1951 – Jag stal en miljon
- 1951 – Det mörka rummet
- 1952 – Flickparaden
- 1952 – Lillstugan i storstaden
- 1952 – Vårt lilla hus
- 1953 – Blixten från Titfield
- 1953 – Ryttaren i röda kappan
- 1953 – Hin Håle i högform
- 1953 – På galej i Boulogne
- 1955 – Det ska va' en krokodil i år
- 1958 – Inga träd på gatan
- 1961 – Tidernas agent
- 1964 – My Fair Lady
- 1965 – Första segern
- 1965 – Ten Little Indians
- 1970 – "Sherlock Holmes" - privatögat privat